# ألكسندر كيلاند
ألكسندر كيلاند (بالنرويجية: Alexander Lange Kielland)‏ هو كاتب نرويجي، ولد في 18 فبراير 1849 في ستافانغر في النرويج، وتوفي في 6 أبريل 1906 في برغن في النرويج.

## وصلات خارجية
- ألكسندر كيلاند على موقع IMDb (الإنجليزية)
- ألكسندر كيلاند على موقع الموسوعة البريطانية (الإنجليزية)
- ألكسندر كيلاند على موقع ميوزك برينز (الإنجليزية)
- ألكسندر كيلاند على موقع قاعدة بيانات الفيلم (الإنجليزية)